# آل عليان
آل عليان أحد القرى التراثية التابعة لمركز السرح في محافظة النماص بمنطقة عسير جنوب المملكة العربية السعودية. تقع شمال المحافظة. ويعود تاريخها إلى 1500 سنة. وتحتوي متحفا ومسجد وقلعة أثريين. يضم متحف القرية 3000 قطعة أثرية.

## الموقع
تقع قرية آل عليان الأثرية في الجهة الشمالية لجبل الطليق أعلى جبال السراة.

## الطراز المعماري
تم بناء القرية بطابع هندسي حربي، ويحيط بها سور يصل ارتفاعه إلى 10 أمتار. ويبلغ ارتفاع الحصن في القرية 30 متر، ويضم 96 حجرة.

## متحف قرية آل عليان
أحد أهم معالم المنطقة، وهو مكون من 3 أدوات تضم أدوات حربية وزراعية، وأدوات زينة وحلي وبعض المخطوطات والكتب.

## أنظر أيضًا
- آل عيشي
- آل قحطان
- آل قيسة